# XV Gruppo
L'XV Gruppo era un gruppo di volo del Servizio Aeronautico del Regio Esercito, attivo nella prima guerra mondiale.

## Storia

### Prima guerra mondiale
Il XV Gruppo nasce il 15 dicembre 1917 formato dalla 115ª Squadriglia SAML, 139ª Squadriglia Pomilio e 79ª Squadriglia sul Campo di aviazione di San Pietro in Gu comandato dal Tenente Colonnello Glauco Visconti.
Poi riceve la 2ª Sezione SVA della 86ª Squadriglia ed il 24 gennaio 1918 la 78ª Squadriglia Caccia Hanriot HD.1.
Il 18 marzo si sposta a Villa Onesti di Paese (Italia) inquadrato nel Comando di Aeronautica della 2ª Armata e le squadriglie si spostano a San Luca di Padernello (Paese) cedendo la 2ª Sezione SVA.
In aprile riceve la 4ª Sezione SVA ed in estate il gruppo passa sotto l'8ª Armata.
In luglio escono la 78^ e 79^ e la 139^ si scioglie ed il 18 luglio il comando passa al Maggiore Enzo Baroni.
Il 12 ottobre riceve la 50ª Squadriglia SVA che il 24 si unisce con la 4ª Sezione SVA creando la 56ª Squadriglia.
Alla fine delle ostilità dispone delle squadriglie SVA 56^, 58°, 59ª Squadriglia e 60ª Squadriglia ed a dicembre la 56^, 57^, 58° e 60^ a Ganfardine (poi Aeroporto di Verona-Villafranca) e la 59^ e 62ª Squadriglia all'Aeroporto di Brescia-Montichiari.
Il 6 febbraio 1919 cede la 58^ e 59^ e diventa Gruppo da Bombardamento Leggero disponendo al 28 febbraio di 56^, 60^ e 87ª Squadriglia aeroplani.
In seguito si sposta al Campo di aviazione di Verona-Tombetta comandata dal Capitano Luigi Sella ed il 1º agosto 1919 viene sciolto.

### Il dopoguerra
Il 20 dicembre 1925 rinasce all'Aeroporto di Verona-Boscomantico con la 32ª Squadriglia e 35ª Squadriglia nel 21º Stormo di Bologna della Regia Aeronautica sugli Ansaldo A.300.
Dal 25 maggio 1927 riceve la 87ª Squadriglia di Padova fino al 25 agosto 1928.
Dal mese di maggio 1929 le sue squadriglie passano sugli IMAM Ro.1 sostituiti nell'agosto 1933 dagli Ro.1 bis.
Dal 28 febbraio 1934 va a Bolzano e dal 20 maggio successivo riceve una Sezione Autonoma da R.T. con 6 aerei Ro.1 bis.
Dal 15 settembre 1939 quando è a Bolzano passa con la 32ª Squadriglia nel 22º Stormo O.A. di Udine.

### Seconda guerra mondiale
Al 10 giugno 1940 era all'Aeroporto di Udine-Campoformido con la 32ª e 125ª Squadriglia con 4 Caproni Ca.311 ognuna nel 22º Stormo Osservazione Aerea per l'Aviazione Ausiliaria per l'Esercito.